# Claudia Belderbos
Claudia Belderbos est une rameuse néerlandaise née le 23 janvier 1985 à Doorn.

## Biographie
En 2012 à Londres, Claudia Belderbos est médaillée de bronze en huit avec Nienke Kingma, Chantal Achterberg, Jacobine Veenhoven, Roline Repelaer Van Driel, Annemiek De Haan, Carline Bouw, Sytske De Groot et la barreuse Anne Schellekens.

## Palmarès

### Jeux olympiques
- 2012 à Londres,  Royaume-Uni
  -  Médaille de bronze en huit

### Championnats du monde
- 2009 à Poznań,  Pologne
  -  Médaille de bronze en huit

### Championnats d'Europee
- 2016 à Brandebourg-sur-la-Havel ( Allemagne)
  -  Médaille d'argent en huit
- 2015 à Poznań ( Pologne)
  -  Médaille d'argent en huit
- 2010 à Montemor-o-Velho,  Portugal
  -  Médaille d'argent en huit